# Estados Unidos en los Juegos Olímpicos de Albertville 1992
Estados Unidos estuvo representado en los Juegos Olímpicos de Albertville 1992 por un total de 147 deportistas, 97 hombres y 50 mujeres, que compitieron en 12 deportes.
El portador de la bandera en la ceremonia de apertura fue el esquiador de fondo Bill Koch.

## Medallistas
El equipo olímpico estadounidense obtuvo las siguientes medallas:
| Nombre                                                    | Deporte                              | Competición       |
| --------------------------------------------------------- | ------------------------------------ | ----------------- |
| Oro                                                       |                                      |                   |
| Donna Weinbrecht                                          | Esquí acrobático                     | Baches F          |
| Kristi Yamaguchi                                          | Patinaje artístico                   | Individual F      |
| Bonnie Blair                                              | Patinaje de velocidad                | 500 m F           |
| Bonnie Blair                                              | Patinaje de velocidad                | 1000 m F          |
| Cathy Turner                                              | Patinaje de velocidad en pista corta | 500 m F           |
| Plata                                                     |                                      |                   |
| Hilary Lindh                                              | Esquí alpino                         | Descenso F        |
| Diann Roffe                                               | Esquí alpino                         | Eslalon gigante F |
| Paul Wylie                                                | Patinaje artístico                   | Individual M      |
| Darcie Dohnal Amy Peterson Cathy Turner Nikki Ziegelmeyer | Patinaje de velocidad en pista corta | Relevos 3000 m F  |
| Bronce                                                    |                                      |                   |
| Nelson Carmichael                                         | Esquí acrobático                     | Baches M          |
| Nancy Kerrigan                                            | Patinaje artístico                   | Individual F      |